# Made in France
Made in France, также выпускавшийся под названиями Mireille Mathieu или Magnifique!, — второй студийный альбом французской певицы Мирей Матьё, выпущенный в 1967 году лейблом Barclay Records.
Сингл «La Dernière Valse» стал европейским хитом, заняв лидирующие позиции в Бельгии, Швейцарии и самой Франции, где он продержался на первом месте три недели подряд. С этим синглом Матьё впервые попала в британский чарт, заняв 26-е место.

## Отзывы критиков
Вышедший в США альбом получил положительные отзывы от местной прессы. Рецензент музыкального журнала Billboard написал, что популярность этой пластинки должна выйти далеко за пределы франкоязычного рынка. В обзоре журнала Cash Box говорилось, что «артистка завораживает своей драматичной, динамичной подачей». Рецензент журнала Record World заявил: «Признанный преемник воробья Пиаф, Матьё — парящий голубь. Она великолепна».

## Список композиций
| №                   | Название                        | Автор(ы)                        | Длительность |
| ------------------- | ------------------------------- | ------------------------------- | ------------ |
| 1.                  | «La Dernière Valse»             | Юбер Итьер, Лес Рид             | 3:06         |
| 2.                  | «La Vieille Barque»             | Андре Паскаль, Кристиан Саррель | 2:40         |
| 3.                  | «Quand fera-t-il jour camarade» | Гастон Бонер, Поль Мориа        | 2:39         |
| 4.                  | «En écoutant mon cœur chanter»  | Жан-Мари Бланвиллан             | 3:06         |
| 5.                  | «Ponts de Paris»                | Жан Пене, Жорж Гарваренц        | 2:26         |
| 6.                  | «Un monde avec toi»             | Шарль Азнавур, Берт Кемпферт    | 2:34         |
| Общая длительность: | Общая длительность:             | Общая длительность:             | 16:31        |

| №                   | Название                    | Автор(ы)                                       | Длительность |
| ------------------- | --------------------------- | ---------------------------------------------- | ------------ |
| 1.                  | «Les Yeux de l’amour»       | Жерар Сире, Берт Бакарак                       | 2:53         |
| 2.                  | «La Chanson de notre amour» | Жан Деллем, Вальто Летинен, Паскаль Севран     | 2:06         |
| 3.                  | «Chant olympique»           | Франсис Ле, Пьер Бару                          | 2:50         |
| 4.                  | «Seuls au monde»            | Поль Мориа, Андре Паскаль                      | 2:39         |
| 5.                  | «Quelqu’un pour toi»        | Кристиан Шевалье, Франк Томас, Жан-Мишель Рива | 2:35         |
| 6.                  | «L’Amour»                   | Раймон Мамоди, Арман Гомес                     | 2:38         |
| Общая длительность: | Общая длительность:         | Общая длительность:                            | 15:41        |

## Участники записи
- Мирей Матьё — вокал
- Жерар Кот — художественный руководитель
- Поль Мориа — дирижёр
  - Оркестр Поля Мориа
- Герхард Ленер — звукорежиссёр
- Юг Вассаль — фото

Данные взяты из примечаний к альбому.